# 바강왕
바강왕(버마어: ပုဂံမင်း, 1811년 6월 21일 ~ 1880년 3월 14일)은 미얀마 꼰바웅 왕국의 제9대 국왕(재위 : 1846년 11월 17일 ~ 1853년 2월 18일)이다.